# پیوتر زلت
پیوتر زلت (لهستانی: Piotr Zelt؛ زادهٔ ۱۰ دسامبر ۱۹۶۸) بازیگر، صداپیشه و مجری اهل لهستان است.
از فیلم‌ها یا مجموعه‌های تلویزیونی که وی در آن‌ها نقش داشته است، می‌توان به کیلر، یوب، آخرین سلول خاکستری مغز، مادام کاملیا، حوزه استحفاظی ۱۳، حوزه استحفاظی ۱۳، قسمت دوم، موج جرم و جنایت، جهان به روایت خانواده کیپسکی، پدر متیو، عشق اول، شامانکا و سه رنگ: سفید اشاره نمود.